# Plagiothecium ovalifolium
Plagiothecium ovalifolium là một loài Rêu trong họ Plagiotheciaceae. Loài này được (Cardot) Broth. miêu tả khoa học đầu tiên năm 1908.